# Großsteingrab Vedbæk
Das Großsteingrab Vedbæk war eine megalithische Grabanlage der jungsteinzeitlichen Nordgruppe der Trichterbecherkultur im Kirchspiel Søllerød in der dänischen Kommune Rudersdal. Er wurde 1893 archäologisch untersucht und wenig später zerstört.

## Lage
Das Grab lag in Vedbæk, unmittelbar östlich des heutigen Hauses Vedbæk Strandvej 419.

## Forschungsgeschichte
Vilhelm Boye vom Dänischen Nationalmuseum führte 1893 eine Dokumentation und eine Ausgrabung der Fundstelle durch. Zu dieser Zeit war die Anlage bereits stark zerstört. Bei einer weiteren Dokumentation im Jahr 1899 waren keine baulichen Überreste mehr auszumachen.

## Beschreibung

### Architektur
Die Anlage besaß eine runde Hügelschüttung mit einem Durchmesser von 15 m und einer Höhe von 1,3 m. Von der Umfassung konnten noch einige Steine festgestellt werden.
Der Hügel enthielt eine Grabkammer, die als Urdolmen anzusprechen ist. Sie war nordost-südwestlich orientiert und hatte einen rechteckigen Grundriss. Zu den Maßen liegen keine Angaben vor. Die Kammer bestand aus je einem Wandstein an den Langseiten und der nordöstlichen Schmalseite, einem Eingangsstein an der südwestlichen Schmalseite und einem Deckstein. Der Kammerboden wies ein Pflaster auf.
Im Hügel wurden weiterhin sekundäre Urnenbestattungen angetroffen.

### Funde

#### Bestattungen
In der Kammer wurden Skelettreste von mindestens drei Individuen festgestellt. Die Urnen enthielten Leichenbrand.

#### Beigaben
Die einzige in der Kammer gefundene Beigabe war ein geschliffenes Feuerstein-Beil. Es ist heute verschollen. Zum Verbleib der Urnen und Knochen gibt es keine Angaben; da keine Inventarnummern vermerkt sind, wurden sie vermutlich nicht aufgehoben.